# Orthotrichia stipa
Orthotrichia stipa är en nattsländeart som beskrevs av Wells 1979. Orthotrichia stipa ingår i släktet Orthotrichia och familjen smånattsländor. Inga underarter finns listade i Catalogue of Life.